# 신비한 동물들과 그린델왈드의 범죄
《신비한 동물들과 그린델왈드의 범죄》(영어: Fantastic Beasts and The Crimes of Grindelwald)는 2018년 개봉한 헤이데이 필름스가 제작하고 워너 브라더스 픽처스에서 배급하는 영국, 미국의 판타지 드라마 영화이다. 조앤 K. 롤링의 동명의 소설을 기반으로 2016년 영화 신비한 동물사전의 속편 영화이다. 신비한 동물 시리즈(Fantastic Beasts series)의 두 번째 영화로 조앤 K. 롤링의 마법 세계의 《해리 포터 시리즈》로 시작한 프랜차이즈의 열 번째 작품이다. 데이비드 예이츠가 감독, 롤링이 각본을 맡았고, 앙상블 캐스트로는 에디 레드메인, 캐서린 워터스턴, 댄 포글러, 앨리슨 수돌, 에즈라 밀러, 조 크라비츠, 칼럼 터너, 수현, 윌리엄 나딜람, 케빈 거스리, 주드 로와 조니 뎁이 출연한다. 이 영화는 미국 마법 의회에 붙잡힌 어둠의 마법사 겔러트 그린델왈드가 탈출해 다시 추종자를 모으면서 새로운 위협을 직면하고 있는 동안 이를 막기 위해 알버스 덤블도어가 뉴트 스캐맨더에 도움을 요청하면서 벌어지는 이야기를 담았다.
영화의 주요 촬영은 2017년 여름, 리브즈든의 워너 브라더스 스튜디오에서 시작되었다. 이 영화는 2018년 11월 16일에 2D, 3D 및 IMAX 3D로 개봉했다.

## 줄거리
시대 배경은  신비한 동물사전으로부터 몇 달이 지났다. 겔러트 그린델왈드는 미국 마법 의회(MACUSA) 감형에서 극적으로 탈출하여 모든 비 신비주의 존재로부터 그의 존재를 드높이는 마법사의 추종자들을 모으기 시작한다. 그린델왈드를 막을 수 있는 유일한 사람은 그의 가장 친한 친구인 알버스 덤블도어라는 마법사이다. 그러나 덤블도어 역시 그린델왈드를 상대하기 위해서는 이전의 제자이자, 이에 앞서 그린델왈드를 저지했던 뉴트 스캐맨더의 도움이 절실하다. 뉴트는 그린델왈드를 잡기 위해 다시 모험을 떠나게 되면서 미국 친구들인 티나, 퀴니, 제이콥과 뉴트는 다시 만나게 된다. 그러나 그의 임무는 점점 더 위험하고 분열 된 세계에서 닥친 위험에 직면하면서 새로운 위기가 그들을 향해 찾아오기 시작하는데…

## 출연진

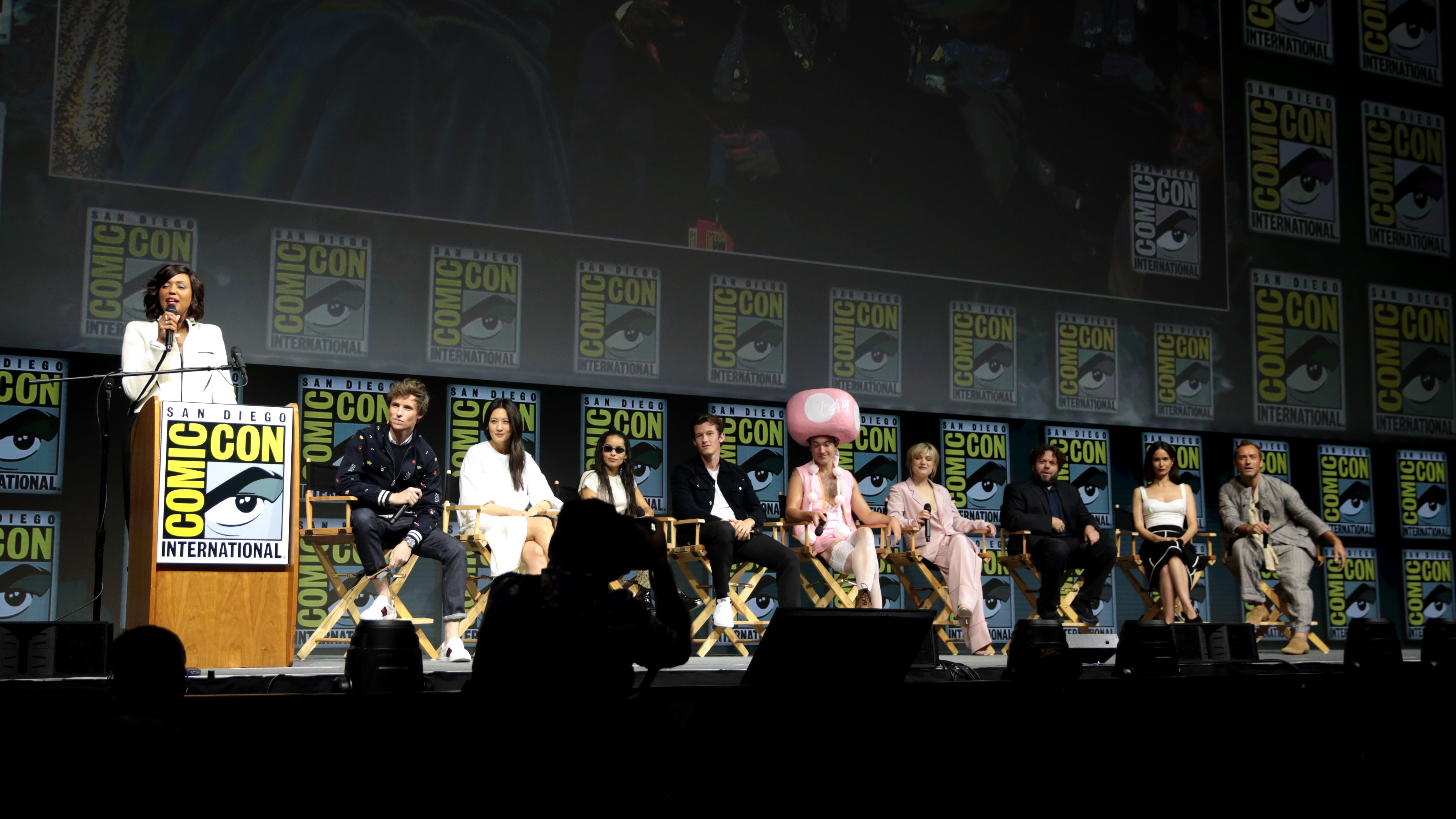
2018년 샌디에이고 코믹콘 인터내셔널에서 에디 레드메인, 수현, 조 크라비츠, 칼럼 터너, 에즈라 밀러, 앨리슨 수돌, 댄 포글러, 캐서린 워터스턴과 주드 로 (오른쪽부터)

- 에디 레드메인 : 뉴트 스캐맨더 역[2] - 괴상하고 내성적인 영국인 마법사, 호그와트 마법학교의 후플푸프 출신으로 미래의 교과서 "신비한 동물 사전"의 저자이다. 마법 생물의 규제와 통제를 담당하는 동물 학자인 영국의 마법부 직원으로 자칭 '마법동물학자'이다. 마법사 지도자 겔러트 그린델왈드가 뉴욕 시에서 계획한 테러리스트 공격 사건을 해결하는데 참여했다. 포펜티나에게 사랑의 관심을 보인다. 그리고 알버스 덤블도어의 동반자이다.
  - 조슈아 시어 : 어린 뉴트 역
- 캐서린 워터스턴 : 포펜티나 "티나" 골드스틴 역[3] - 미국 마법 의회(MACUSA)에서 주요 수사 부서와 크게 협력하며 일하는 오러이다. 그녀가 희생양이 된 1926년 옵스큐러스(Obscurus) 사건에서 그린델왈트를 막는 역할을 했다. 뉴트와 함께 비밀 법령을 위반했다. 뉴트에 사랑의 관심을 보인다.
- 댄 포글러 : 제이컵 코왈스키 역[3] - 제1차 세계 대전 참전 용사로 현재 제빵가게 주인으로, 퀴니 골드스틴에 대한 사랑의 관심을 보인다. 뉴욕에 대한 공격 사건 이후 그의 기억이 사라졌다. 노마지.
- 앨리슨 수돌 : 퀴니 골드스틴 역[3] - 포펜티나의 예쁘고 활발한 여동생이다. 연방 외환 관리국에서 그녀와 함께 일했으며, "제2의 세일럼 회"와 리더 메리 루 베어본을 강력하게 공격했다. 제이컵 코왈스키에 대한 사랑의 관심을 보인다. 그녀는 또한 상대방의 마음을 읽는 것에 뛰어난 강력한 레질리먼스다. 하지만 결국 그린델왈드의 편에 선다
- 에즈라 밀러 : 크리덴스 베어본 역[4] - 폭력적이고 아이들을 학대한 메리 루 베어본의 양아들이다. 헨리 쇼 주니어 상원 의원, 자신을 입양한 어머니와 입양 된 그의 여동생 채스터티를 살해했다. 마법 보안부의 국장 퍼시벌 그레이브스로 위장한 비밀스런 그린델왈드의 도움을 받아 뉴욕 시에서 그의 옵스큐러스가 기생하게 되면서 죽음과 파괴를 일으키지만 결국 미국 마법 의회(MACUSA) 군방부에 의해 파괴되어 살해되었다.
- 조니 뎁 : 겔러트 그린델왈드 역[5][6] - 유럽 전역의 마법 세계에서 폭력적인 공격을 저지르고 미국에서 대량의 혼란을 일으키며 그의 힘을 늘려나가 마법의 우월성에 대한 강한 믿음을 지닌 새로운 마법사 오더가 되려고 한다. 미국 마법 의회(MACUSA) 교도소에서 탈출했다.
  - 제이미 캠벨 바워 : 어린 겔러트 그린델왈드 역
- 주드 로 : 알버스 덤블도어 역[7][3] - 영국 마법 세계에서 매우 영향력 있는 강력한 마법사로, 영국 마법부 및 전 세계 마법 세계에서 그의 학문적인 탁월한 우수성에 대해 잘 알려져 있다. 현재 호그와트 학교에서 변모 교수로 재직 중이다. 그린델왈드와 오랫동안 지속 된 비밀스런 관계를 맺어 비극적인 기록을 남겼다. 그린델왈드의 테러 통치에 저항하는 뉴트 스캐맨더의 강력한 협력자이다.
  - 토비 레그보 : 어린 덤블도어 역
- 조 크라비츠 : 레타 레스트랭 역[8] - 뉴트 스캐맨더의 첫사랑으로 그가 호그와트에 재학 중인 동안 두 사람은 연인 관계였다. 그녀가 동급생들을 상대로 벌인 실험으로 학생들의 생명을 위협한 일로 뉴트가 대신 누명을 쓰고 경범죄 혐의로 영국 마법 사회에서는 뉴트를 학교에서 퇴학시켰다. 레스트랭은 어두운 예술로 유명한 역사적으로 부유하고 순수한 혈통을 가졌다.
- 칼럼 터너 : 테세우스 스캐맨더 역[9] - 마법 법의 집행 부서의 오러로, 제1차 세계 대전에서 그의 형제와 나란히 싸우며 "전쟁 영웅"으로 그려진다. 뉴트 스캐맨더의 형이다. 두 사람은 잠정적으로 따뜻한 관계를 공유하지만 그들은 서로를 이해할 수 없는 사실 때문에 조금의 상처를 받는다. 그린델왈드를 찾기 위해 영국인 오러 팀과 함께 보낸다.
- 수현(클로디아 김) : 내기니 역[10] - 마법 서커스와 프릭 쇼의 매력적인 여성 단원. 그녀는 뱀으로 변모하는 능력을 가졌다. 그녀의 변형 능력은 서커스의 단장인 잔혹한 스켄더에 의해 악용되고 있다. 그러나 내기니는 또한 그 곳에서 일하는 친구 중 한 명을 통해 크리덴스를 만나게 된다. 그들이 서커스에서 탈출한 후, 내기니는 크리덴스의 동반자가 되어 정체를 찾는다.[11]
- 올라푸르 대리 올라프슨 : 스켄더 역[1] - 마법 서커스와 프릭쇼의 단장.
- 잉그바 에거트 시거드슨 : 그림슨 역[1] - 강력한 현상금 사냥꾼.
- 윌리엄 나딜람 : 유서프 카마 역[1] - 마법사.
- 케빈 거스리 : Mr. 애버내시 역[1] - 미국 마법 의회(MACUSA)의 연방 지팡이 허가부서(Federal Wand Permit Bureau)의 권한을 갖고 있는 인물.
- 카먼 이조고 : 세라피나 피쿼리 역
- 포피 코비투치 : 빈다 로지어 역
- 브론티스 조도로프스키 : 니콜라스 플라멜 역
- 이사우라 바르베브라운 : 로레나 카마 역
- 빅토리아 예이츠 : 번티 역
- 제시카 윌리엄스 : 율럴리 "랠리" 힉스 역
- 데릭 리델 : 토킬 트래버스 역
- 볼프 로트 : 슈필만 역
- 코넬 존 : 아널드 구즈만 역
- 피오나 글래스콧

## 한국판 성우진
- 박영재 - 뉴트(에디 레드메인)
- 이선 - 티나(캐서린 워터스턴)
- 홍진욱 - 제이콥(댄 포글러)
- 은미 - 퀴니(앨리슨 수돌)
- 송준석 - 그린델왈드(조니 뎁)
- 김일 - 덤블도어(주드 로)
- 장민혁 - 테세우스(칼럼 터너)
- 박상훈 - 크레덴스(에즈라 밀러)
- 소연 - 리타 레스트랭(조 크라비츠)
- 백승철 - 카마(윌리엄 나이디람)
- 조경이 - 내기니(수현)
- 김정호 - 스피엘만(볼프 로트) / 플라멜(브론티스 조도로프스키)
- 정유미 - 세라피나(카먼 이조고)
- 윤세웅 - 애버네시(케빈 거스리)
- 변영희 - 트레버스(데렉 리들)
- 시영준 - 구즈만(코넬 존)
- 김보영 - 로지(포피 코비투치)
- 이소은 - 번티(빅토리아 예이츠)
- 김명준 - 어린 뉴트(조슈아 시어)

## 프로덕션

### 기획 및 제작
2014년 10월 14일, 워너 브라더스 픽처스는 영화는 3부작으로 제작 되어 첫 번째 편은 2016년 11월 18일에 두 번째 편은 2018년 11월 16일에 세 번째 편은 2020년 11월 20일에 개봉 된다고 발표하였다. 데이비드 예이츠는 이 시리즈의 첫 번째 편을 감독하는 것으로 확정되었다. 2016년 7월, 예이츠는 롤링이 두 번째 영화 대본을 쓰고 있을 때 이미 세 번째  영화에 대한 구상을 마친 것을 확인했다. 예이츠는 두 번째 영화에 대해 "엔터테인먼트 위클리"와의 인터뷰에서 “우리는 완전히 새로운 방향으로 이야기를 취하는 두 번째 영화에서 '2부'의 대본을 보았다. 당신 자신을 반복하고 싶지 않아야 한다. 두 번째 영화는 "해리 포터" 세계관에서 더 나아가 더욱 발전한 새로운 등장 인물을 소개하고 있다. 우리가 시작하는 곳에서부터 매우 흥미있는 개발이다. 그 일이 그녀에게서 쏟아져 나온다.”라고 말했다.
2016년 10월 13일 롤링은 런던 엠파이어 씨어터에서 열린 팬 이벤트에 참석해 당초 3부작에서 두 편을 더해 총 5부작의 영화로 만들어진다고 밝히며, “처음에는 3편으로 구상했지만, 얼마 전에 플롯을 제대로 짤 수 있게 되어 5편의 시리즈로 만들기로 했다. 각본을 쓰는 동안 어떻게 써야 하는 지 잘 배웠다”고 말했다. 다른 세계적인 수도에서 펼쳐지는 두 번째 영화에서도 에디 레드메인은 뉴트 스캐맨더라는 주인공 역할로 영화에 등장할 예정이다. 예이츠는 또한 다시 연출을 맡아, 프로듀서인 롤링, 데이비드 헤이먼, 스티브 클로브스, 리오넬 위그럼과 함께 속편에 참여한다.

### 캐스팅

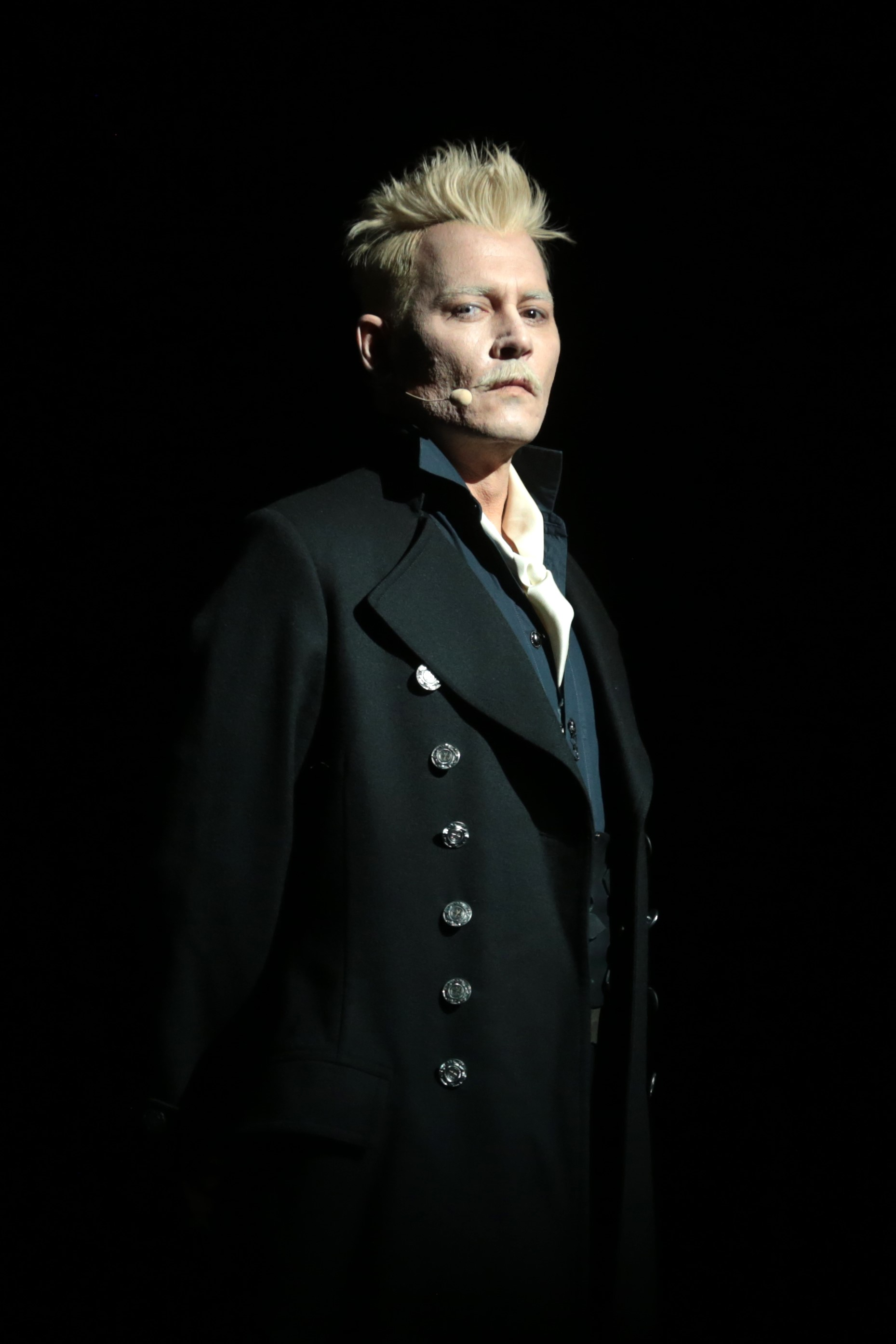
겔러트 그린델왈드 역할로 등장하는 조니 뎁

조 크라비츠는 첫 번째 영화에서 작은 역할을 한 후에 속편에서의 "큰" 역할을 위해 본격적으로 등장할 것이라고 예상 되었다. 2016년 11월 1일, Deadline.com은 조니 뎁이 나중에 겔러트 그린델왈드 역할로 밝혀진 첫 번째 영화에서 공개  되지 않은 역할의 카메오로 합류했다고 전하면서, 속편에서 더 큰 역할을 할 것이다라고 전했다. 예이츠 감독은 알버스 덤블도어가 영화로 돌아올 것이지만, 마이클 갬본이 아닌 더 젊은 배우가 연기할 것이라고 밝혔다. 그리고 두 번째 영화는 영국과 파리에 촬영이 될 것이라고 밝혔다. 크리스찬 베일, 베네딕트 컴버배치, 마크 스트롱, 자레드 해리스와 같은 많은 유명 배우들이 이 역할에 고려 되었다. 나중에, 예이츠는 “나는 영화를 만드는 것을 좋아하고, 훌륭한 팀을 가지고 있다. 모두 가족 같다.”라고 말하면서 5편의 모든 영화를 감독 할 것이라고 밝혔다. 제임스 뉴턴 하워드은 포브스와의 인터뷰에서 속편의 음악을 작곡하기 위한 다시 돌아온다고 말했다.
2017년 1월, 에즈라 밀러가 속편의 촬영을 준비하고 있는 것으로 알려졌으며, 그는 크리덴스 베어본으로 돌아갈 것이라고 확인했다. 같은 해, 4월에는 호그와트의 변모 교수였을 때의 알버스 덤블도어의 역할로 주드 로가 캐스팅 됐다고 발표했다. 2017년 4월 21일, 칼럼 터너가 뉴트 스캐맨더의 형, 테세우스 역할에 캐스팅 된것이 발표 되었다. 2017년 7월 3일, 주요 제작의 시작에 앞서, 수현, 윌리엄 나디램, 잉그바 에거트 시거드슨, 올라푸르 대리 올라프슨, 케빈 구스리 등의 나머지 출연진은 물론 플롯 시놉시스가 공개되었다.

### 촬영
본 촬영은 2017년 여름, 리브즈든의 워너 브라더스 스튜디오에서 시작되었다.

### 음악
제임스 뉴턴 하워드는 2016년 11월에 속편의 음악을 작곡하기 위한 다시 돌아온다고 발표했다.

## 개봉
제목 미정의 신비한 동물 (Fantastic Beasts) 속편은 2018년 12월 22일, 워너 브라더스 픽처스 배급으로 공개 된다. 이 영화는 IMAX, IMAX 3D와 2D로 개봉 된다.

### 마케팅
이 영화의 각본이 2018년 11월 16일에 책 형태로 발표 될 것이라고 발표 되었다.
첫 번째 티저 예고편은 2018년 3월 13일 첫 번째 포스터와 함께 공개되었다. 최초의 공식 예고편은 2018년 7월 21일 샌디에이고 코믹콘 인터내셔널에서 공개되었다.

## 속편
당초에는 2014년 10월에 스튜디오에서 '판타스틱 비스트'는 3부작이 될 것이라고 발표했다. 2016년 7월, 데이비드 예이츠는 롤링이 두 번째 영화의 시나리오를 썼으며, 세 번째 영화의 아이디어를 가지고 있음을 확인했다. 세 번째 영화는 2020년 11월 20일에 공개 될 예정이다. 2016년 10월, 롤링은 5부작의 영화가 시리즈를 구성 할 것이라고 말했다.